# オール讀物
『オール讀物』（オールよみもの）は、株式会社文藝春秋が発行する月刊娯楽小説誌。毎月22日発売（22日が日曜日の場合、前日発売）。同社の文芸雑誌『文學界』と対をなす。同じく文藝春秋が発行する娯楽小説誌に、『別册文藝春秋』があったが、2015年6月号より電子小説誌に移行した。

## 名称
オール讀物の「讀」は「読」の旧字体で、この雑誌の公式名称である。

## 戦前
1930年7月、「文藝春秋」の臨時増刊『オール讀物號』として出版されたものが、1931年4月から定期の月刊雑誌となる。
エンターテインメント系の小説が中心だが、随筆・紀行文・対談・漫画なども多い。小説は、時代小説とミステリーが中心で、同じ傾向の雑誌である『小説すばる』『小説新潮』『小説現代』などに比べ、読み切りが多い。その由来として、かつて赤字が嵩み廃刊の危機にあった昭和11年、編集長の永井龍男が「全部読切」を打ち出しV時回復を成し遂げたことがある。
丸谷才一は『オール読物』という雑誌名は、アメリカの娯楽小説雑誌「オール・ストーリー」に由来しているのではないかという説をたてている。
初代編集長は永井龍男。月刊となった1931年4月号から野村胡堂の「銭形平次捕物控」が人気作品として継続的に掲載された。永井は編集長から退いた後で復帰し、掲載するすべてを読み切りとし、大衆作家の他にも純文学系の新人にも執筆を依頼し、武田麟太郎、丹羽文雄、高見順、林芙美子、井伏鱒二、尾崎一雄などの作品が掲載された。戦時中は敵性語排斥運動に伴い『文藝讀物』に改題され、1944年には文藝春秋本誌に統合される。

## 戦後
終戦後の1945年、専務取締役の永井龍男によって『文藝春秋』の翌月の11月号から復刊。表紙は横山隆一で、執筆者は大佛次郎、徳川夢声、織田作之助、玉川一郎、尾崎一雄、藤沢桓夫、濱本浩、長谷川幸延などだった。しかし用紙難のため翌年2月号で休刊し、永井も退社する。また『文藝讀物』の誌名は、日比谷出版社に引き継がれて1948年1月号から復刊し、直木賞も『文藝讀物』に移った。
1946年3月に文藝春秋社が解散して文藝春秋新社が発足し、同年10月号から『オール讀物』も復刊。「銭形平次」の他、徳川夢声、高田保、玉川一郎、渋沢秀雄、鹿島孝二、土岐雄三、サトウ・ハチローらが小説、随筆、コラムを執筆し、軽妙、洒脱な文章によって「オール調」と呼ばれる雑誌のカラーを生み出した。1947年には源氏鶏太が投稿作「たばこ娘」でデビュー。1949年から舟橋聖一、田村泰次郎の連載が始まり、橘外男、久生十蘭、山田風太郎などが執筆した。1952年にオール新人杯（後のオール讀物新人賞）を創設。この時期には五味康祐や柴田錬三郎が人気を集め、『小説新潮』と並ぶ中間小説の代表的な雑誌となる。1962年からはオール讀物推理小説新人賞を開始。1967年から1990年まで池波正太郎「鬼平犯科帳」が連載された（池波の死去に伴い打ち切り）。
毎年3月号と9月号に、直木賞の批評と受賞作品（ダイジェスト版のことが多い）が掲載される。読者層は中高年が主体で、掲載内容の傾向もそれに沿っている。
本誌上で受賞作発表が行われる文学賞に、オール讀物新人賞がある（2021年からは「オール讀物歴史時代小説新人賞」）。
2010年11月18日に増刊誌オールスイリが発売され、同雑誌は若い読者の開拓を図ってiPhone/iPad向け電子書籍としても発売されている。同社における雑誌の電子配信はオールスイリからとなっている。
2019年より3月号、9月号の直木賞発表号を合併号として刊行し、月刊から年間10冊刊行に変更された。

## 過去の連載作品
- 浅田次郎『輪違屋糸里』
- 池波正太郎『鬼平犯科帳』
- 石田衣良『池袋ウエストゲートパーク』
- 井上靖『あすなろ物語』
- 冲方丁『剣樹抄』
- 恩田陸『まひるの月を追いかけて』
- 海堂尊『ひかりの剣』
- 重松清『いとしのヒナゴン』
- 司馬遼太郎『義経』
- 島田荘司『幻肢』
- 高見沢俊彦『音叉』
- 天童荒太『悼む人』
- 東野圭吾『探偵ガリレオ』『予知夢』『容疑者Xの献身』『聖女の救済』
- 平岩弓枝『新・御宿かわせみ』
- 藤沢周平『よろずや平四郎活人剣』『秘太刀 馬の骨』
- 藤原伊織『てのひらの闇』
- 松本清張『無宿人別帳』『球形の荒野』
- 山本周五郎『赤ひげ診療譚』